# David Luiz
David Luiz Moreira Marinho (Diadema, 22. travnja 1987.) brazilski je nogometaš koji igra na poziciji središnjeg braniča, a može igrati i na poziciji defenzivnog veznog. Trenutačno igra za Pafos.
Nakon što je profesionalnu karijeru započeo u Vitóriji, prešao je u Benficu u kojoj je ostao pet sezona. Poslije Benfice, 2011., pridružio se Chelseaju s kojim osvaja UEFA Ligu prvaka 2011./12. U lipnju 2014. prelazi u Paris Saint-Germain za 50 milijuna funti, što je tada bio rekordni transfer za jednog braniča. Za reprezentaciju Brazila igrao je od 2010. do 2017. te je s njom nastupao na četiri velika natjecanja.

## Klupska karijera

### Vitória
David Luiz rođen je u Diademi u São Paulu, a 2001. prešao je u Vitóriju iz Salvadora. Luiz je počeo igrati kao defanzivni vezni te je gotovo napustio klub zbog loših nastupa na toj poziciji. Međutim, ubrzo je premješten na pozciju središnjeg braniča kojoj se prilagodio.
Za prvu momčad Vitórije debitirao je 2006. u 2:2 remiju protiv Santa Cruza u Copa do Brasilu. Klub se tada natjecao u trećoj ligi što je najgora liga u kojoj se klub natjecao tijekom čitave svoje povijesti. Klub se na kraju promovirao u drugu ligu, a Luiz je igrao osam od posljednjih devet odlučujućih utakmica sezone te pritom postigao jedan pogodak.

### Benfica
Dana 30. siječnja 2007., David Luiz posuđen je portugalskom klubu Benfici. Debitirao je u kvalifikacijskoj utakmici Kupa UEFA protiv Paris Saint-Germaina, gdje je Benfica izgubila utakmicu 2:1, ali je prošla dalje zbog ukupnog rezultata 4:3. Dana 12. ožujka 2007., David Luiz odigrao je svoju prvu ligašku utakmicu za Benficu i to protiv União de Leirije. Na kraju sezone, nakon deset nastupa u ligi, trajno se pridružio Benfici za iznos od 1,5 milijuna eura te je potpisao petogodišnji ugovor s klubom.
Dana 11. siječnja 2009., David Luiz postigao je svoj prvi pogodak za Benficu koji je također bio i jedini gol na utakmici protiv Brage. Tijekom većine sezone igrao je na poziciji lijevog beka, međutim, u sezoni 2009./10. kada je novi trener Jorge Jesus preuzeo Benficu, David Luiz postao je simbol kluba i vicekapetan. Bio je uvijek prisutan, odigrao je 49 utakmica (tri gola, 4206 minuta), a Benfica je osvojila ligu nakon pet godina stanke. U prvoj polufinalnoj utakmici Taça da Lige iste sezone, Luiz je u osmoj minuti postigao gol za 1:0, a kasnije će Benfica proći u finale te osvojiti i to natjecanje.

## Priznanja

### Klupska
Benfica
- Primeira Liga: 2009./10.[10]
- Taça da Liga: 2008./09., 2009./10.,[10] 2010./11.

Chelsea
- FA Premier Liga: 2016./17.[11]
- FA kup: 2011./12.,[12] 2017./18.,[13] doprvak 2016./17.[14]
- UEFA Liga prvaka: 2011./12.[15]
- UEFA Europska liga: 2012./13.,[16] 2018./19.[17]
- Engleski Liga kup: doprvak 2018./19.[18]
- FIFA Svjetsko klupsko prvenstvo: doprvak 2012.[19]

Paris Saint Germain
- Ligue 1: 2014./15., 2015./16.
- Coupe de France: 2014./15.,[20] 2015./16.
- Coupe de la Ligue: 2015./16.
- Trophée des Champions: 2015., 2016.

Arsenal
- FA kup: 2019./20.[21]
- FA Community Shield: 2020.[22]

### Reprezentativna
Brazil
- FIFA Konfederacijski kup: 2013.[23]

## Vanjske poveznice
- David Luiz na ForaDeJogu (arhivirane) (engl.)
- Profil, Soccerbase  (engl.)